# Alelimma apidanusalis
Alelimma apidanusalis är en fjärilsart som beskrevs av Walker 1859. Alelimma apidanusalis ingår i släktet Alelimma och familjen nattflyn. Inga underarter finns listade i Catalogue of Life.